# ماري ستوبس
ماري شارلوت كارمايكل ستوبس (بالإنجليزية: Marie Charlotte Carmichael Stopes)‏ (15 أكتوبر 1880- 2 أكتوبر 1958)، مؤلفة بريطانية وعالمة حفريات قديمة ومشاركة في حملة تحسين النسل وحقوق المرأة. قدمت إسهامات هامة في علم الأحافير النباتية وتصنيف الفحم، وكانت أول أكاديمية أنثى في كلية جامعة مانشستر. أسست ستوبس مع زوجها الثاني همفري فيردون رو، أول عيادة لتحديد النسل في بريطانيا. أشرفت ستوبس على تحرير نشرة أخبار تحديد النسل، والتي أعطت نصيحة علمية واضحة. كان دليلها الجنسي مثيراً للجدل ومؤثراً، ونقل موضوع تحديد النسل إلى خطاب عام واسع. عارضت ستوبس علناً الإجهاض، بحجة أن منع الحمل كان كل ما يلزم، على الرغم من أن تصرفاتها الفردية تخالف تصريحاتها العامة.

## النشأة والتعليم
ولدت ستوبس في أدنبرة. والدها هنري ستوبس، صانع جعة ومهندس ومعماري وعالم حفريات قديمة من كولشيستر. والدتها شارلوت كارمايكل ستوبس، عالمة شكسبيرية وناشطة في مجال حقوق المرأة من أدنبرة. أخذاها والداها من إسكتلندا في عمر ستة أسابيع، بقيت الأسرة لفترة قصيرة في كولشيستر ثم انتقلت إلى لندن، حيث اشترى والدها عام 1880 منتزه سينترا 28 في أبر نوروود. والداها من أعضاء الجمعية البريطانية لتقدم العلوم، حيث التقيا هناك. أُخِذت ماري إلى الاجتماعات حيث قابلت علماء اليوم المشهورين. في البداية درست في المنزل، لكن من 1892 إلى 1894 التحقت بمدرسة سانت جورج للبنات في أدنبرة. أُرسِلت ستوبس في وقت لاحق إلى كلية شمال لندن الجامعية، حيث كانت صديقة مقربة لأولخا فروب- كابتين.
التحقت ستوبس بجامعة لندن في كلية لندن الجامعية كطالبة منحة، حيث درست علم النبات والجيولوجيا، تخرجت بدرجة ممتازة في بكالوريوس العلوم في عام 1902 بعد عامين فقط من حضورها المدارس الليلية والنهارية في بيركبيك، جامعة لندن. بعد هذا، حصلت ستوبس على درجة الدكتوراه من جامعة كوليدج لندن، لتصبح أصغر شخص في بريطانيا ينالها. في عام 1903 نشرت دراسة عن علم النبات لنهر إبسفليت المجفف حديثاً. بعد إجراء البحوث حول نباتات العصر الفحمي في الحدائق النباتية الملكية في كيو وفي الكلية الجامعية في لندن، درست استنساخ السيكاديات الحية في جامعة ميونيخ، وحصلت على درجة الدكتوراه في علم النبات عام 1904. أيضاً في عام 1904، كانت واحدة من أوائل النساء اللواتي انتخبن بصفة زميلة في جمعية لينين في لندن. كانت زميلة وأحياناً محاضرة في بيلييوباتني في جامعة كوليدج في لندن حتى عام 1920. شغلت منصب محاضر في جامعة بيلييوباتني بجامعة مانشستر في الفترة من 1904 إلى 1910 ؛ وبهذه الصفة أصبحت أول أكاديمية أنثى في تلك الجامعة.

## البحث العلمي
خلال فترة وجود ستوبس في مانشستر، درست كرات الفحم والفحم وبحثت في مجموعة السرخس اللساني (سرخس بذور البرمي). كانت هذه محاولة لإثبات نظرية إدوارد سوس فيما يتعلق بوجود قارة بانجيا أو غندوانا. حملت فرصة لقاء مع مستكشف القطب الجنوبي روبرت فالكون سكوت خلال إحدى محاضراته لجمع التبرعات في عام 1904 إمكانية لإثبات نظرية سوس. شغف ستوبس لإثبات نظرية سوس دفعها لتناقش إمكانية الانضمام إلى بعثة سكوت القادمة إلى القطب الجنوبي. لم تنضم إلى البعثة، لكن سكوت وعد بإعادة عينات من الحفريات لتقديم دليل على هذه النظرية. توفي سكوت خلال بعثة تيرا نوفا عام 1912، لكن حفريات النباتات من جبال كوين مود التي وجدوها بالقرب من جثث سكوت ورفاقه قدمت هذه الأدلة.
ذهبت ستوبس إلى اليابان في مهمة علمية عام 1907. أمضت ثمانية عشر شهراً في الجامعة الإمبراطورية في طوكيو واستكشفت مناجم الفحم في هوكايدو من أجل النباتات المتحجرة. نشرت تجاربها اليابانية كيوميات سمتها «مجلة من اليابان: سجل يومي للحياة من منظور العالِم»، في عام 1910.
فوضت هيئة المساحة الجيولوجية الكندية عام 1910 ستوبس لتحديد عمر الحواف السرخسية، وهي بنية جيولوجية في سانت جون، نيو برونزويك. وهي جزء من تشكيل لانكستر في العصر البنسلفاني المبكر. انقسم العلماء الكنديين بين تأريخه إلى فترة ديفون أو إلى بنسلفانيا. وصلت ستوبس إلى أمريكا الشمالية قبل عيد الميلاد لبدء أبحاثها. في 29 ديسمبر، التقت الباحث الكندي ريجنالد روجليس غيتس في سانت لويس بولاية ميسوري، أصبحا مخطوبين بعد يومين. بدأت عملها على «سرخس الحافة» بشكل جدي في فبراير عام 1911، قامت بعمل ميداني جيولوجي وبحثت في المجموعات الجيولوجية في المتاحف، ونقلت في البحر العينات إلى إنجلترا لمزيد من الاستقصاء. تزوج الثنائي في مارس وعادا إلى إنجلترا في 1 أبريل من ذلك العام. واصلت ستوبس بحثها. في منتصف عام 1912، قدمت النتائج التي توصلت إليها، ووجدت فترة بنسلفانيا تعود إلى العصر الفحمي. نشرت حكومة كندا نتائجها عام 1914. في وقت لاحق من ذلك العام، أُبطل زواجها من غيتس.
خلال الحرب العالمية الأولى، انشغلت ستوبس في دراسات الفحم للحكومة البريطانية، والتي بلغت أوجها عندما كتبت كتاب «دراسة عن تكوين الفحم» مع ر. ف. ويلر في عام 1918. أدى نجاح عمل ستوبس في قضايا الزواج وتحديد النسل إلى تقليل عملها العلمي، كانت منشوراتها العلمية الأخيرة في عام 1935. وفقاً لـ (و. جي. شانلر) عام 2005، «بين عامي 1903 و 1935، نشرت سلسلة من أوراق علم الحفريات القديمة والتي وضعتها من بين كبار علماء الحفريات القديمة البريطانيين البارزين في عصرها». قدمت ستوبس مساهمات رئيسية في معرفة المنشأ لكاسيات البذور، وتشكيل كرات الفحم وطبيعة الدقائق البنيوية الفحمية. ابتكرت مخطط التصنيف والمصطلحات للفحم والذي ما يزال مستخدماً. كما كتبت ستوبس كتاباً شهيراً عن علم الحفريات القديمة اسمه «النباتات القديمة» (عام 1910، دار نشر بلاكي، لندن)، واعتُبر جهداً رائداً ناجحاً لتقديم الموضوع إلى غير العلماء.

## إنجيل جديد
عندما استردت ستوبس عافيتها بما فيه الكفاية عادت إلى العمل في عام 1920، شاركت في التحدث أمام الجمهور والرد على الرسائل التي تبحث عن نصيحة بشأن الزواج والجنس وتحديد النسل. أرسلت إلى السيدة ب. ماين لنشر الرسالة إلى الأمهات العاملات في الأحياء الفقيرة في لندن الشرقية. اقتربت ماين من معدل 20 أسرة في اليوم، ولكن بعد عدة أشهر استنتجت أن الطبقة العاملة تسيء الظن بالوسطاء ذوي النوايا الحسنة.
جعل هذا النقص في النجاح ستوبس تفكر في نهج مختلف لنقل رسالتها إلى الفقراء. كان من المقرر عقد مؤتمر للأساقفة الأنجليكانيين في يونيو، قبل وقت قصير من المؤتمر أصبحت لدى ستوبس رؤية حول نهجها. استدعت سكرتيرتها وأمْلَت رسالة موجهة إلى الأساقفة التي بدأتها: «أيها اللوردات، أنا أتحدث إليكم باسم الله. أنتم كهنته. أنا نبيته. أنا أتحدث إليكم عن أسرار الرجل والنساء». في عام 1922، كتبت ستوبس إنجيلًا جديدًا لجميع الشعوب. لم يتقبل الأساقفة ما فعلته، كان من بين القرارات التي اتخذوها خلال المؤتمر قرار ضد «استنبات متعمد من الاتحاد الجنسي» وآخر ضد «الأدب البذيء والأفلام والمسرحيات غير المحتشمة والبيع السري والعلني لوسائل منع الحمل». شكّل رد فعل الكنيسة الكاثوليكية الحاد إلى حد بعيد، بداية الصراع الذي استمر لبقية حياة ستوبس.

## روابط خارجية
- ماري ستوبس على موقع الموسوعة البريطانية (الإنجليزية)
- ماري ستوبس على موقع إن إن دي بي (الإنجليزية)